# 데바 (힌두교)

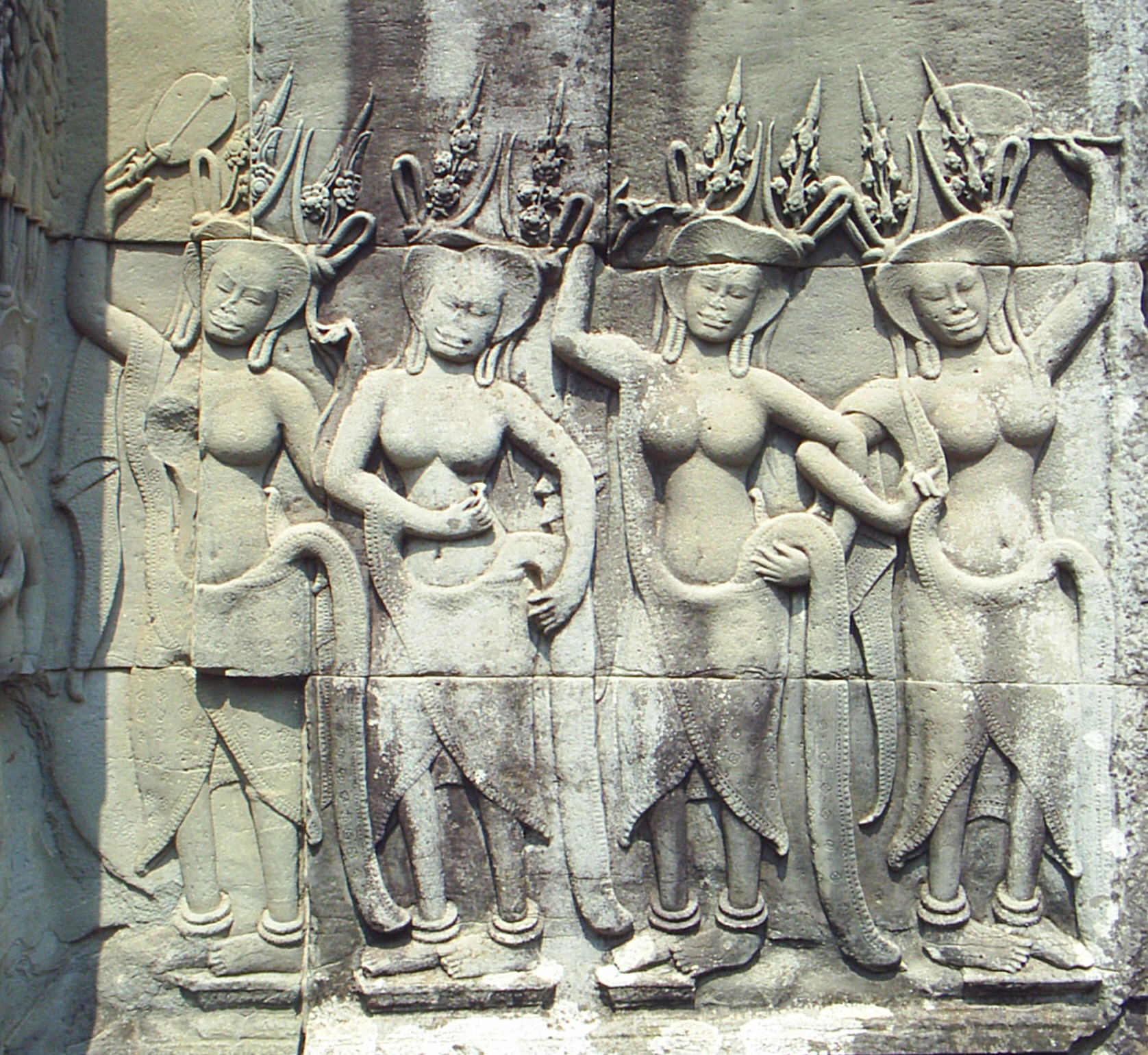
힌두교의 데바 (앙코르 와트의 부조)

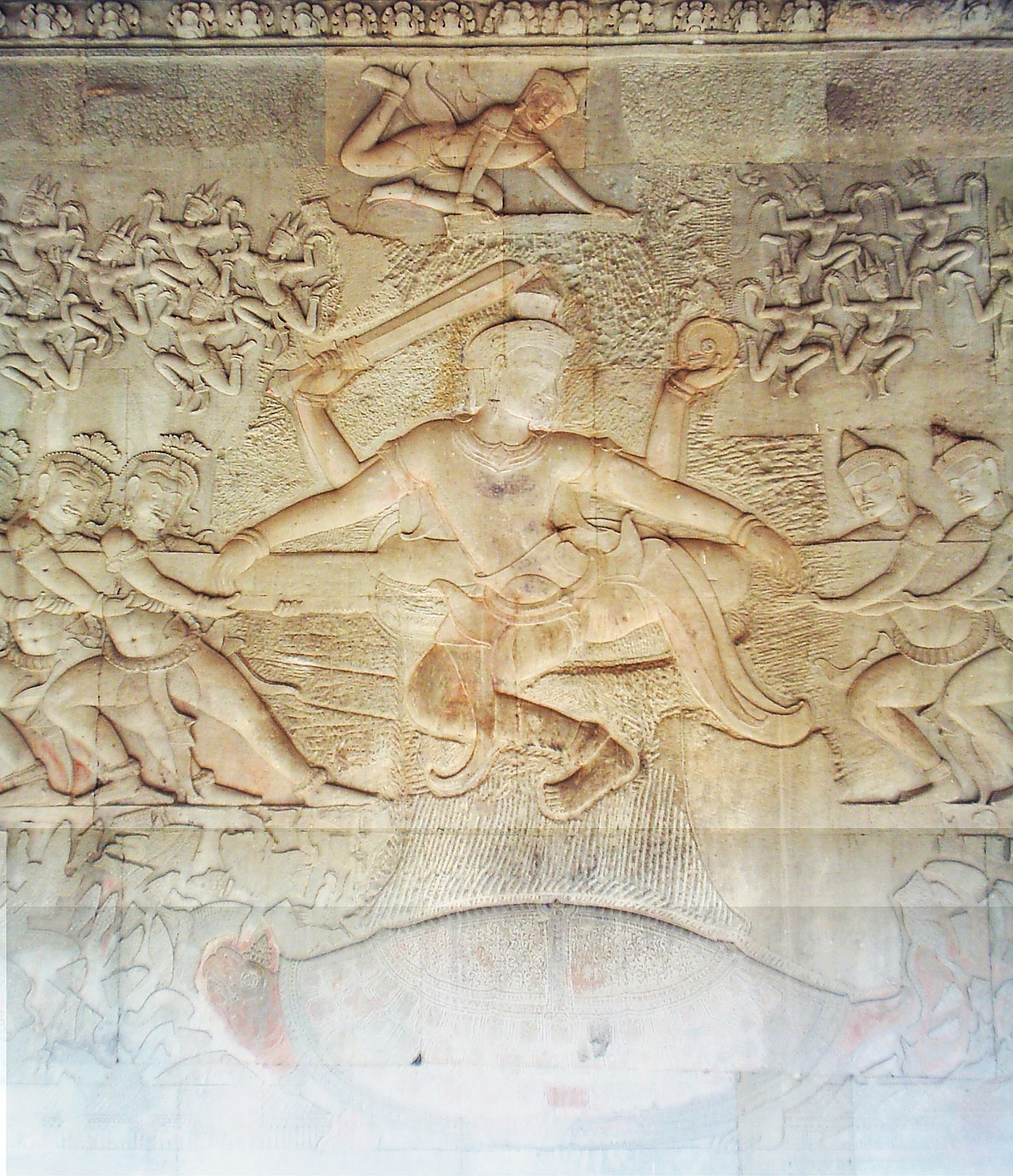
데바와 아수라 (앙코르 와트의 부조): 힌두교의 주요 신들 중 하나인 비슈누의 두 번째 아바타인 쿠르마(Kurma)가 가운데에 있고 데바들과 아수라들이 그 양 쪽에 있다

데바(देव Deva)는 신(영어의 god 또는 deity)을 뜻하는 산스크리트어 낱말로, 특히 힌두교의 남신을 가리킨다. 힌두교에서 여신을 가리키는 낱말은 데비(Devi)이다. 현대 힌두교에서 데바는 대체로 자애로운 선한 초자연적인 존재로 해석되고 있다.
힌두교에서 데바는 또한 수라(Sura)라고도 불리는데, 힌두교 신화와 교의에서 종종 데바들은 자신들의 이복 형제들이며 힌두교의 악신(惡神)인 아수라(Asura)들과 나란히 등장한다. 데바들은 또한 힌두교의 삼주신(트리무르티)이 지정한 영역들을 담당하여 그 영역들을 유지하는 자이다. 담당 영역들을 유지하는 중에 데바들은 종종 아수라들과 전쟁을 벌이는데, 데바들과 아수라들은 서로 비슷한 힘을 가진 것으로 나온다.

## 같이 보기
- 바가반
- 힌두교의 신
- 천 (불교)
- 신격
- 다에바